# Harald Heinke
Harald Heinke, född den 15 maj 1955 i Eilenburg, Tyskland, är en östtysk judoutövare.
Han tog OS-brons i herrarnas halv mellanvikt i samband med de olympiska judotävlingarna 1980 i Moskva.